# Wiąz pospolity
Wiąz pospolity, wiąz polny (Ulmus minor Mill.) – gatunek rośliny z rodziny wiązowatych (Ulmaceae). Rodzime obszary jego występowania to: Europa, Azja Zachodnia i Kaukaz, Afryka Północna (Algieria, Maroko, Tunezja) i Wyspy Kanaryjskie.

## Morfologia

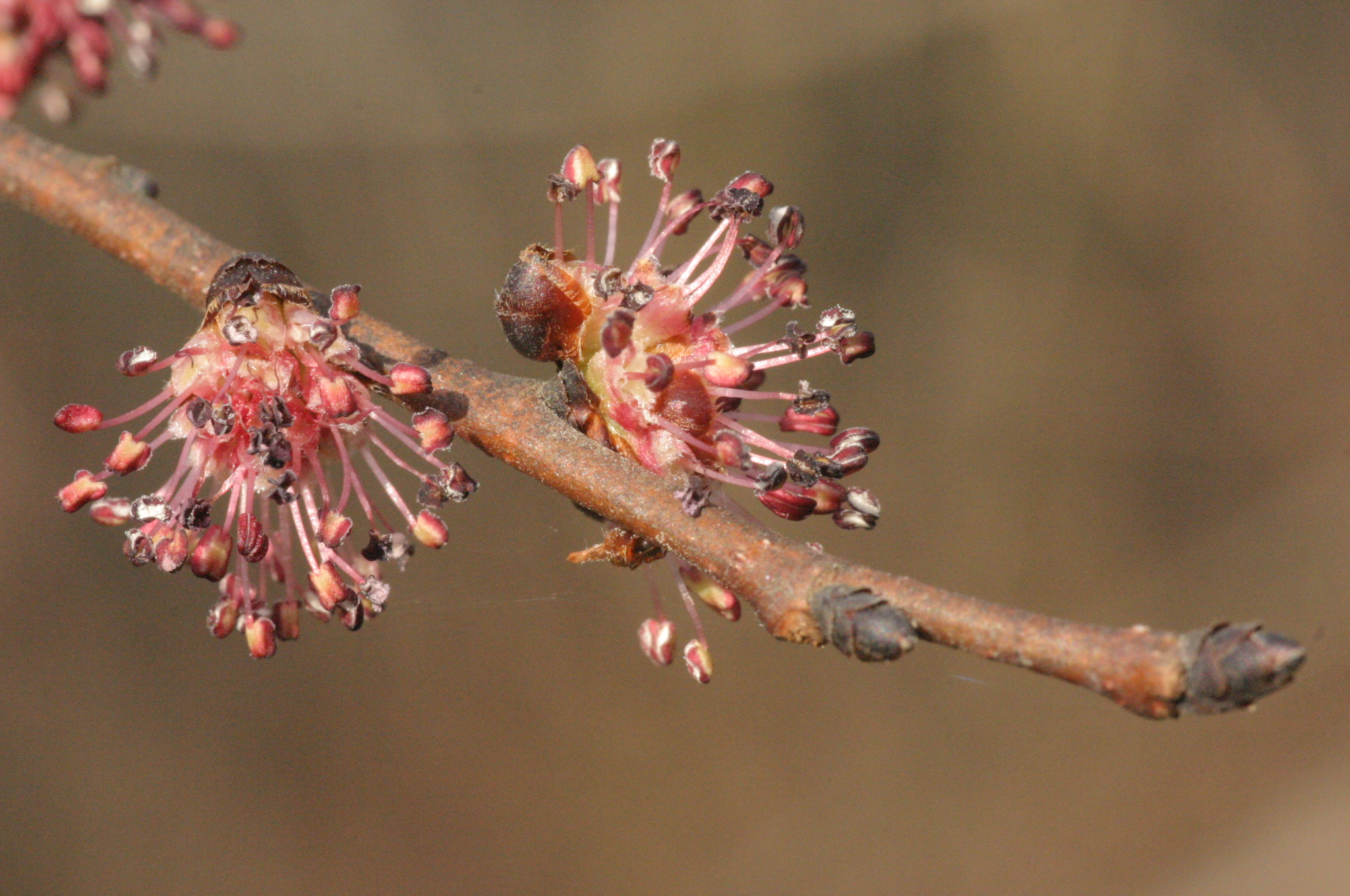
Kwiaty

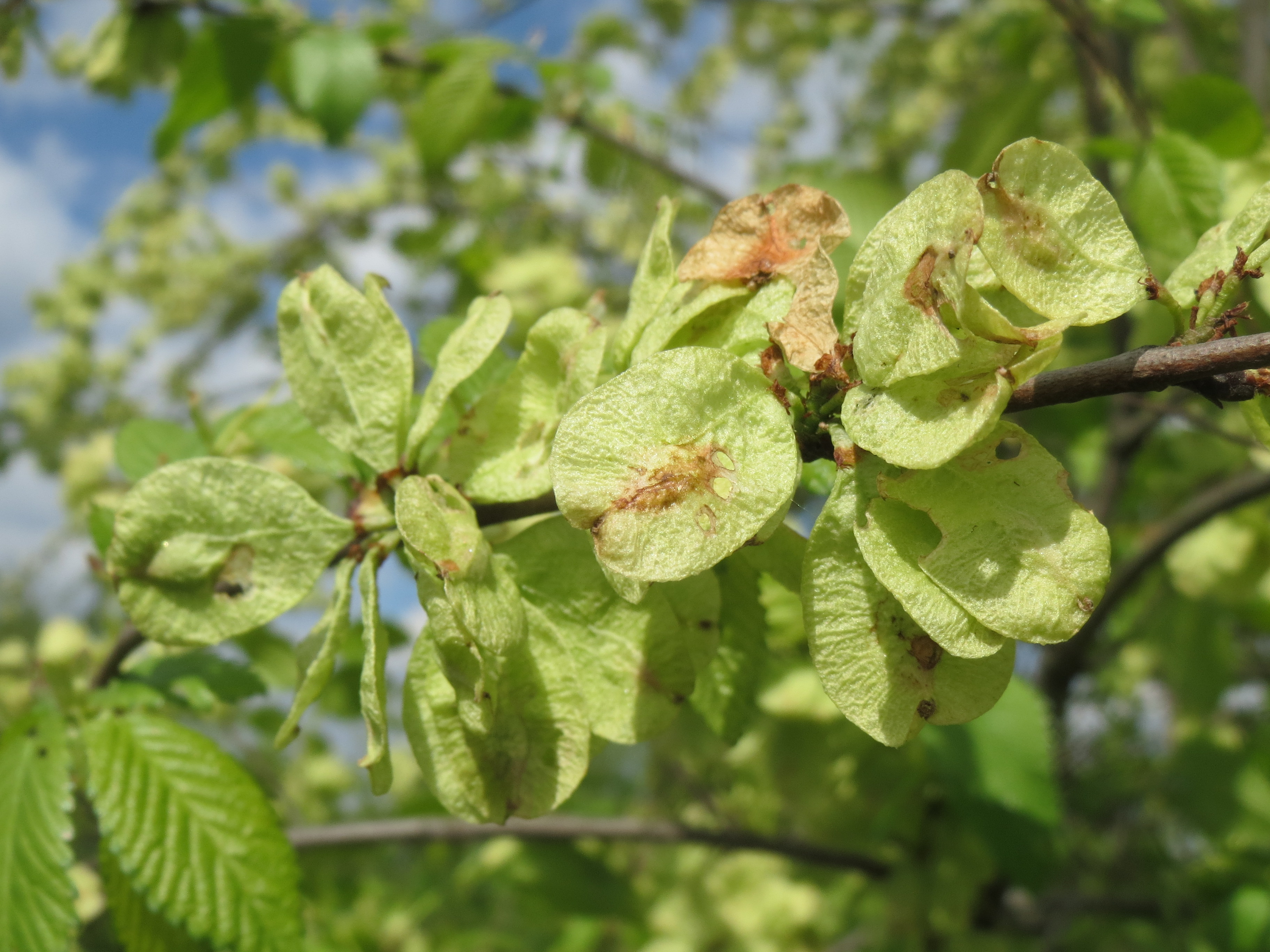
Owoce

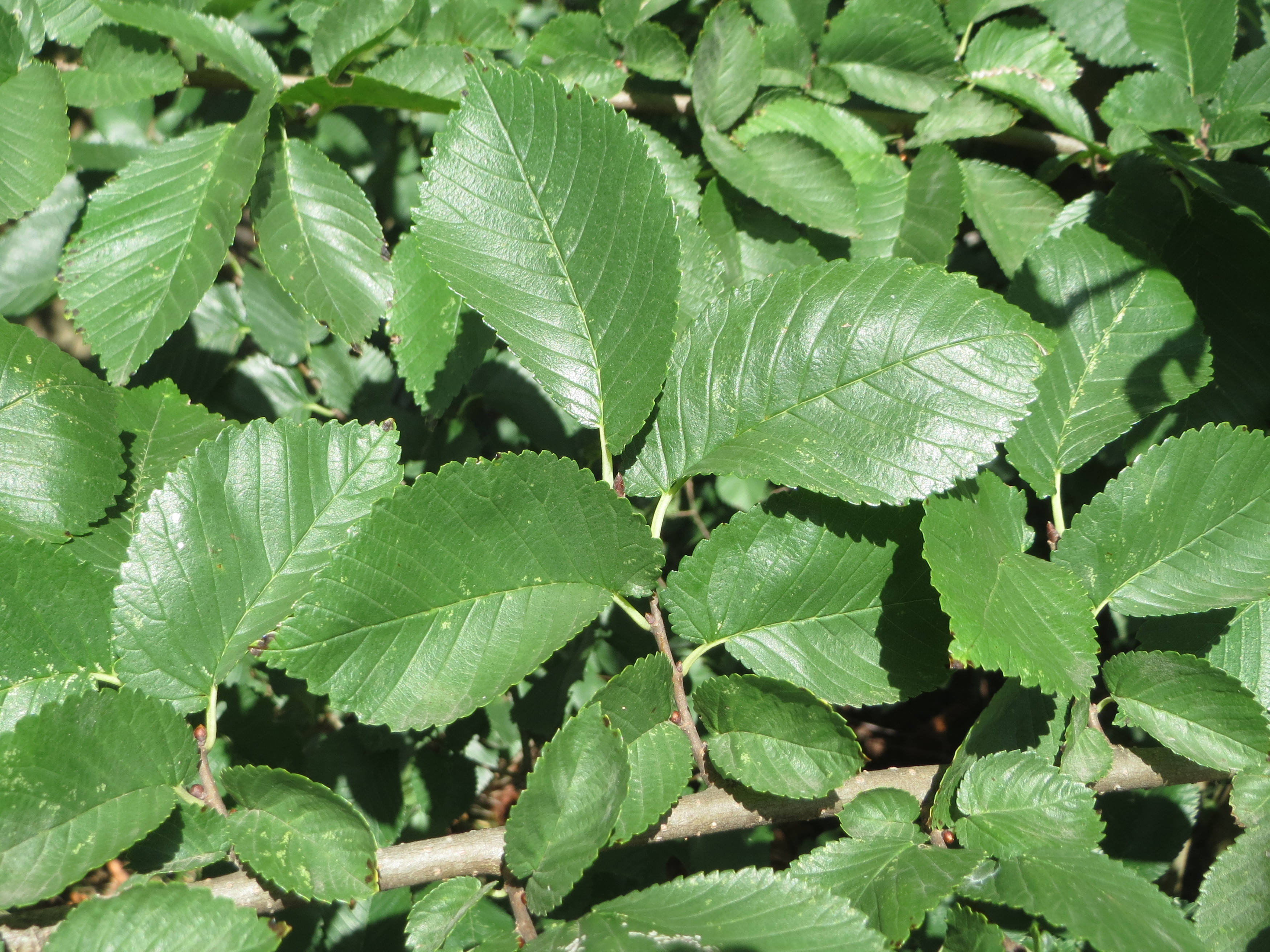
Liście

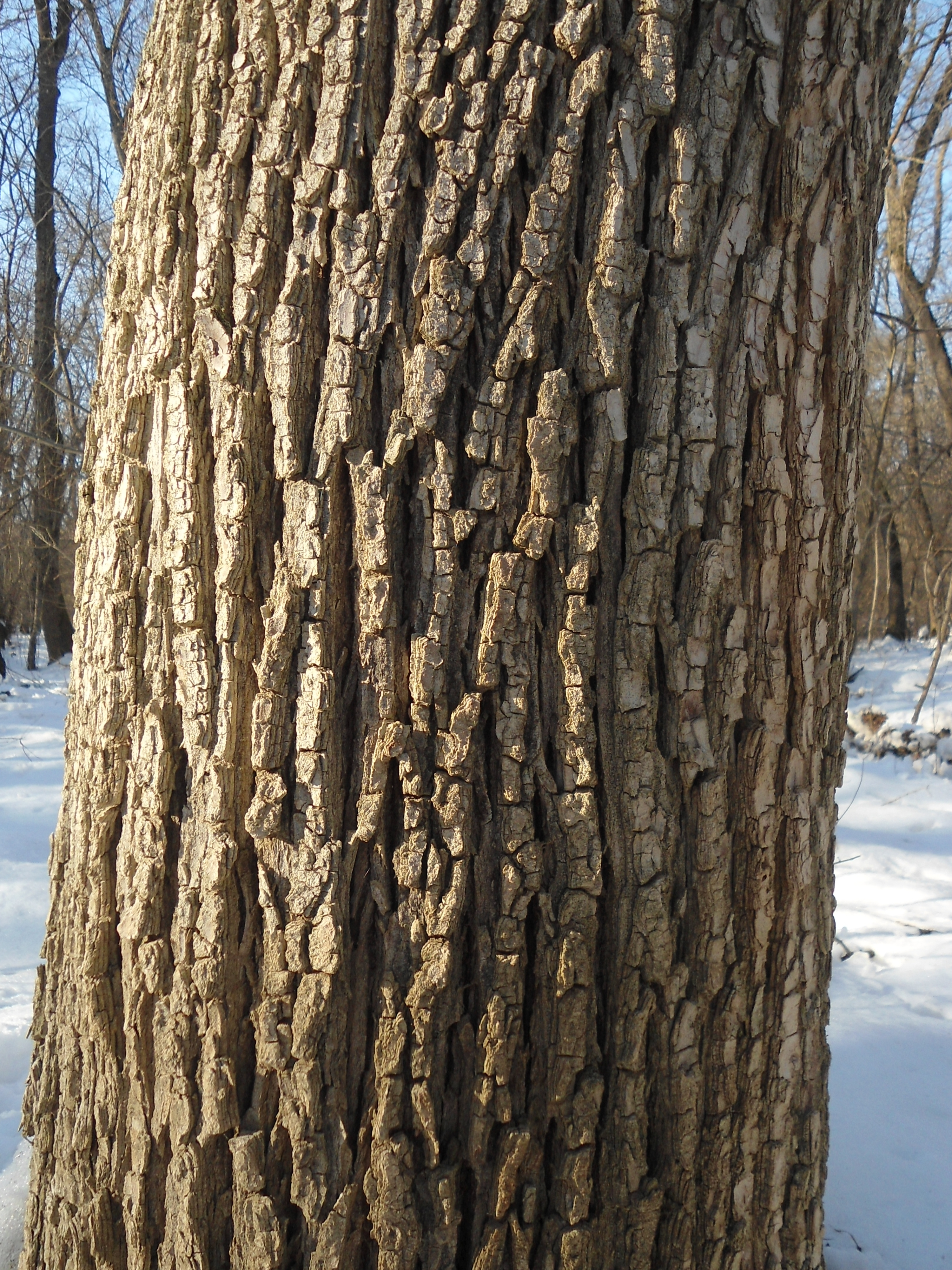
Kora

PokrójDrzewo zrzucające liście na zimę, o wysokości do około 30 metrów. Korona wielopostaciowa – u formy typowej zwykle wysoko sklepiona, ale przy tym wąska. Konary stosunkowo krótkie, mocne, odstające prawie poziomo. Gałęzie na nich raczej niejednolite; boczne niekiedy przygięte i wiszące.
KoraBrunatno szara, z długimi dość głębokimi bruzdami i wygrabionymi listwami. Pędy cienkie, gładkie, lekko błyszczące, brunatno czerwone lub ciemnoczerwone.
LiściePączki owalne, spiczaste i tylko na szczycie nieco owłosione, poza tym błyszczące, czerwonobrunatne. Liście o długości 6–10 cm i szerokości 5–8 cm, przybierają rozmaite, zmienne kształty, choć przeważnie są odwrotnie jajowate lub podłużne, z wydłużonym wąskim wierzchołkiem i uderzająco skośną, asymetryczną nasadą liścia. Brzeg liścia jest niewyraźnie podwójnie piłkowany albo karbowany, z małymi, skierowanymi ku szczytowi ząbkami. Górna powierzchnia liścia zwykle błyszcząca i ciemnozielona, a dolna – jaśniejsza i z wyraźnymi, pęczkami aksamitnych włosków w kątach większych nerwów, a poza tym naga.
KwiatyZebrane w gęste pęczki, na króciutkich szypułkach. Pręcików 4-5 z rudymi pylnikami, znamiona białe.
OwoceOdwrotnie jajowate lub podłużne skrzydlaki; orzeszek znajduje się wyraźnie powyżej środka.

## Biologia i ekologia

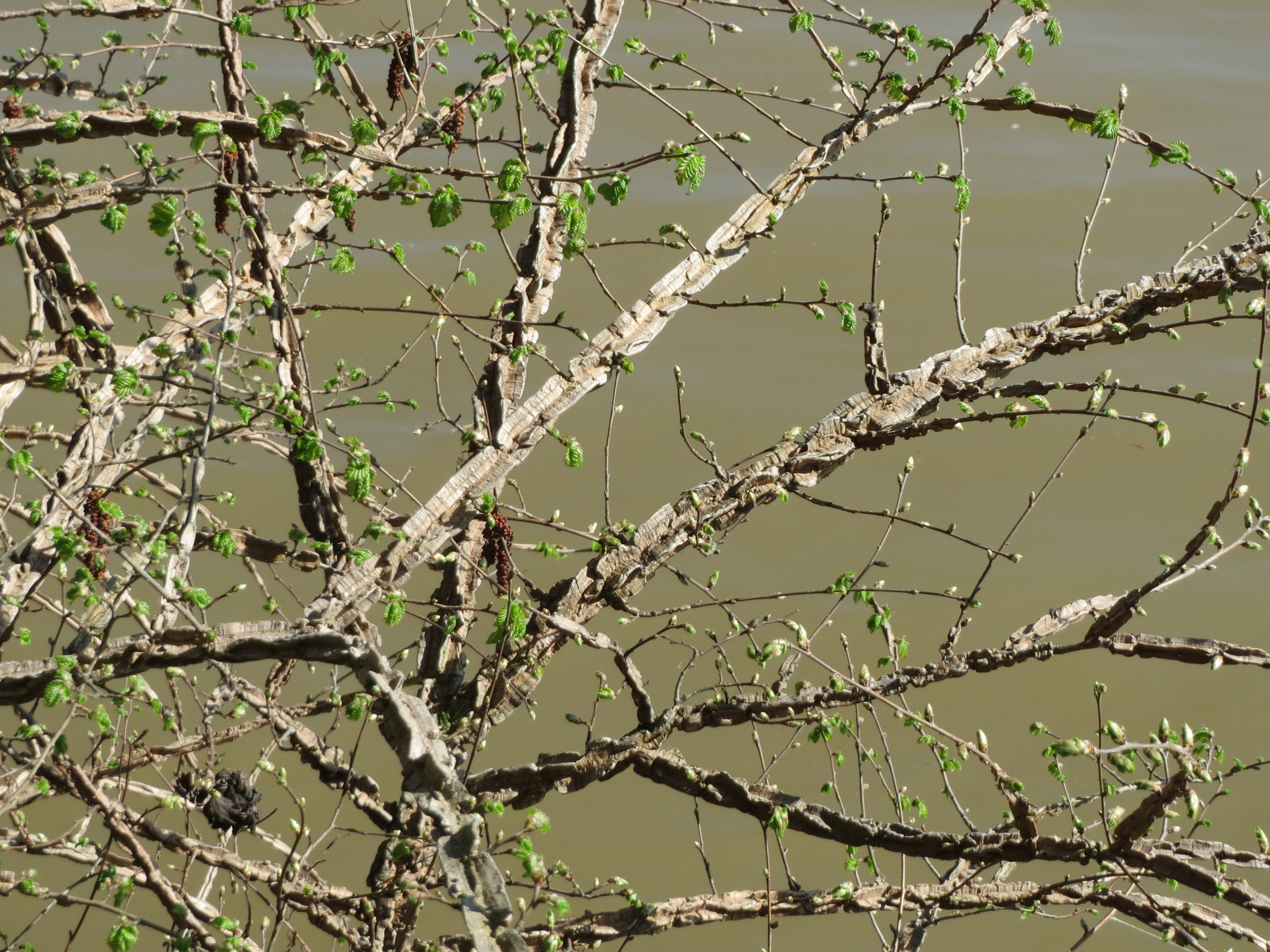
Gałęzie u tego gatunku nierzadko mają korkowe listewki

Fanerofit. Kwiaty przedsłupne, wiatropylne. Kwitnie w marcu-kwietniu. Siedlisko: lasy, brzegi rzek, aluwia. Jest gatunkiem ciepłolubnym. Występuje na całym niżu, w górach Europy sięga do 500 m n.p.m.. W klasyfikacji zbiorowisk roślinnych gatunek charakterystyczny dla All. Alno-Ulmion i Ass. Ficario-Ulmetum. Drzewo to jest rośliną żywicielską (podobnie jak inni przedstawiciele rodzaju wiąz) gąsienic motyla ogończyka wiązowca.

## Zastosowanie
Dawniej powszechnie uprawiany jako drzewo parkowe i alejowe. Obecnie jako gatunek najbardziej podatny na holenderską chorobę wiązu prawie nieistniejący. Doskonale nadaje się na bonsai.

## Systematyka i zmienność
- Samorzutnie krzyżuje się z wiązem górskim tworząc mieszańca zwanego wiązem holenderskim (Ulmus ×hollandica Mill.)[5]. Z mieszańca tego ogrodnicy wyhodowali wiele kultywarów odpornych na holenderska chorobę wiązu[5]. Należą do nich np. 'Bea Schwarz' i 'Groenefeld'[5].
- Ma wiele synonimów[4]: Ulmus campestris auct., Ulmus carpinifolia Gled., Ulmus foliacea Gilib., nom. inval., Ulmus nitens Moench, Ulmus suberosa Moench.

## Okazy pomnikowe
Najgrubszy wiąz polny w kraju to drzewo z Dobrzycy w powiecie pilskim. W 2013 roku miał obwód 689 cm. To także jeden z najgrubszych wiązów polnych w Europie.